# Chini (famiglia)

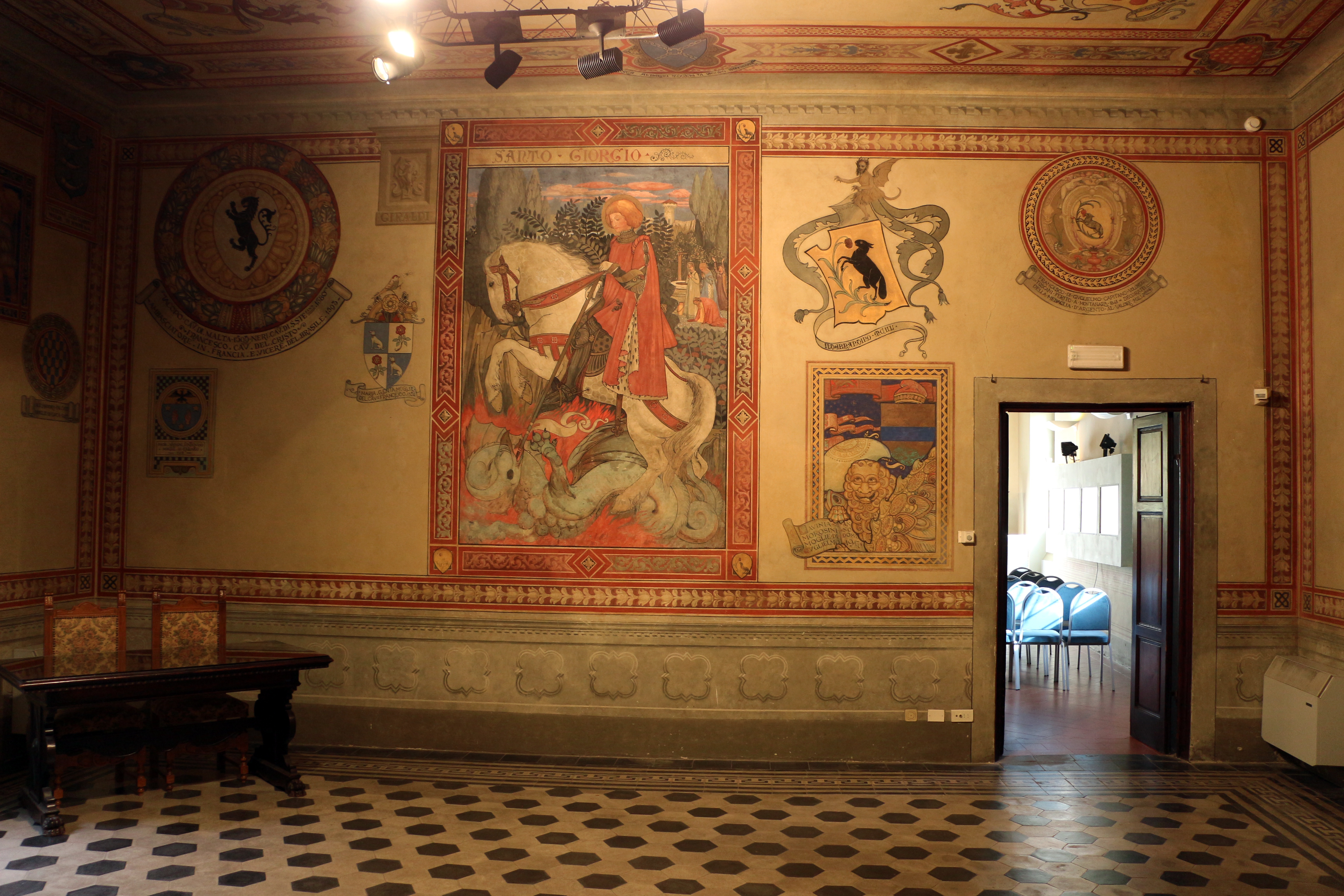
Sala decorata dai Chini, Villa Pecori Giraldi, Borgo San Lorenzo, Museo della Manifattura Chini

I Chini sono una famiglia toscana di artisti e decoratori, tra i quali spiccò Galileo Chini. Quest'ultimo, coi cugini e nipoti quali Tito e Augusto per la parte artistica e Chino per quella tecnica, fondò la Manifattura delle Fornaci San Lorenzo a Borgo San Lorenzo (FI), che fu una delle più importanti manifatture di ceramiche e vetrate Liberty d'Italia, attiva soprattutto nella prima metà del Novecento nella decorazione dei nascenti quartieri termali e balneari d'Italia, quali Salsomaggiore, Castrocaro, Montecatini, Viareggio, Porretta Terme.

## Storia familiare
Gli esordi familiari nel mondo dell'arte possono essere fatti risalire a Pietro Alessio che, nato Degl'Innocenti, cambiò cognome prendendo quello della famiglia che l'aveva accolto orfano da ragazzo. Fu apprendista presso il pittore Paolo Colli e, dopo la partenza di quest'ultimo per Firenze nel 1823, divenne l'unico pittore-restauratore della zona del Mugello, attivo in vari ripristini "in stile" di edifici religiosi e nella decorazione delle ville della zona. Fu coadiuvato dai figli, in particolare Tito Senior, Pio e Dario, che furono apprezzati decoratori e restauratori in tutta Italia.
Un altro figlio, il musicista Elio, fu padre di Galileo, il quale dopo la precoce morte del padre entrò a bottega dallo zio Dario e in seguito completò una formazione accademica alle Belle Arti di Firenze, fondanfo poi nel 1896 una manifattura chiamata Arte della Ceramica, a cui si unirono presto anche i cugini Chino e Augusto Senior. Gli importanti riconoscimenti all'esposizione universale di Parigi del 1900 e in altre manifestazioni nazionali ed estere, portò notorietà alla manifattura toscana, ma problemi corporativi fecero sì che Galileo, con lo zio Pietro e con altri cugini, dovessero rifondare a Borgo San Lorenzo la Manifattura delle Fornaci di San Lorenzo nel 1906. La partecipazione alle biennali di Venezia del 1907 e del 1908 furono strepitosi successi, sull'onda del quale Galileo partì poi per decorare il nuovo palazzo del re del Siam a Bangkok. Diventato professore all'Accademia, Galileo, dopo altre prestigiose commissioni, si defilò dalla manifattura dopo il 1925, che passò nelle mani del bisnipote Tito, che improntò una svolta "Déco".
I bombardamenti del 1943 distrussero la fabbrica Chini, e nel dopoguerra Chino cercò senza successo di impiantare una nuova fabbrica a Milano. L'eredità della manifattura Chini resta in alcune aziende locali di produzione ceramica. 
Il figlio di Tito, Paolo Chini, fu un importante chimico italiano, assistente del premio Nobel Giulio Natta e pioniere nella sintesi dei cluster metallocarbonilici (MCC).

## Albero genealogico
|                         |                         |                                  |                                  |                          |                          |                         |                         |                                  |                                  |                          |                          |                        |                        |                                  |              |            |            |                    |                           |                           |                          |                          |                         |                        |                        |
|                         |                         |                                  |                                  |                          |                          |                         |                         |                                  |                                  |                          |                          |                        |                        | Pietro Alessio Chini (1800-1876) |              |            |            |                    |                           |                           |                          |                          |                         |                        |                        |
|                         |                         |                                  |                                  |                          |                          |                         |                         |                                  |                                  |                          |                          |                        |                        |                                  |              |            |            |                    |                           |                           |                          |                          |                         |                        |                        |
|                         |                         |                                  |                                  |                          |                          |                         |                         |                                  |                                  |                          |                          |                        |                        |                                  |              |            |            |                    |                           |                           |                          |                          |                         |                        |                        |
|                         |                         |                                  |                                  | Lino Chini sacerdote     | Lino Chini sacerdote     | Tito Chini Senior       | Tito Chini Senior       |                                  |                                  |                          |                          | Pio Chini              | Pio Chini              | Sabina Chini                     | Sabina Chini | Siro Chini | Siro Chini | Marina Chini       | Marina Chini              | Elio Chini m. 1884        | Elio Chini m. 1884       | Dario Chini (1847-1897)  | Dario Chini (1847-1897) | Leto Chini (1848-1910) | Leto Chini (1848-1910) |
|                         |                         |                                  |                                  |                          |                          |                         |                         |                                  |                                  |                          |                          |                        |                        |                                  |              |            |            |                    |                           |                           |                          |                          |                         |                        |                        |
|                         |                         |                                  |                                  |                          |                          |                         |                         |                                  |                                  |                          |                          |                        |                        |                                  |              |            |            |                    |                           |                           |                          |                          |                         |                        |                        |
|                         |                         | Chino (Giulio) Chini (1870-1957) | Chino (Giulio) Chini (1870-1957) | Beatrice Chini terziaria | Beatrice Chini terziaria | Guido Chini (1872-1950) | Guido Chini (1872-1950) | Augusto Chini Senior (1874-1902) | Augusto Chini Senior (1874-1902) | Pietro Chini (1876-1952) | Pietro Chini (1876-1952) | Dino Chini (1884-1960) | Dino Chini (1884-1960) |                                  |              |            |            |                    | Galileo Chini (1873-1956) | Galileo Chini (1873-1956) | Pia Chini (1879 circa-?) | Pia Chini (1879 circa-?) |                         |                        |                        |
|                         |                         |                                  |                                  |                          |                          |                         |                         |                                  |                                  |                          |                          |                        |                        |                                  |              |            |            |                    |                           |                           |                          |                          |                         |                        |                        |
|                         |                         |                                  |                                  |                          |                          |                         |                         |                                  |                                  |                          |                          |                        |                        |                                  |              |            |            |                    |                           |                           |                          |                          |                         |                        |                        |
| Tito Chini (1898-1947)  | Tito Chini (1898-1947)  | Augusto Chini (1904-1998)        | Augusto Chini (1904-1998)        | Elio Chini (1909-1942)   | Elio Chini (1909-1942)   |                         |                         |                                  |                                  |                          |                          |                        |                        |                                  |              |            |            | Isotta (1900-1946) | Isotta (1900-1946)        | Eros (1901-?)             | Eros (1901-?)            |                          |                         |                        |                        |
|                         |                         |                                  |                                  |                          |                          |                         |                         |                                  |                                  |                          |                          |                        |                        |                                  |              |            |            |                    |                           |                           |                          |                          |                         |                        |                        |
|                         |                         |                                  |                                  |                          |                          |                         |                         |                                  |                                  |                          |                          |                        |                        |                                  |              |            |            |                    |                           |                           |                          |                          |                         |                        |                        |
| Paolo Chini (1928-1980) | Paolo Chini (1928-1980) | Vieri Chini                      | Vieri Chini                      |                          |                          |                         |                         |                                  |                                  |                          |                          |                        |                        |                                  |              |            |            |                    |                           | Paola Chini (1930-2019)   | Paola Chini (1930-2019)  |                          |                         |                        |                        |